# Lucas Liss
Pour les articles homonymes, voir Liss.
Lucas Liss (Lucas Liß), né le 12 janvier 1992 à Unna, est un coureur cycliste sur piste allemand.

## Biographie

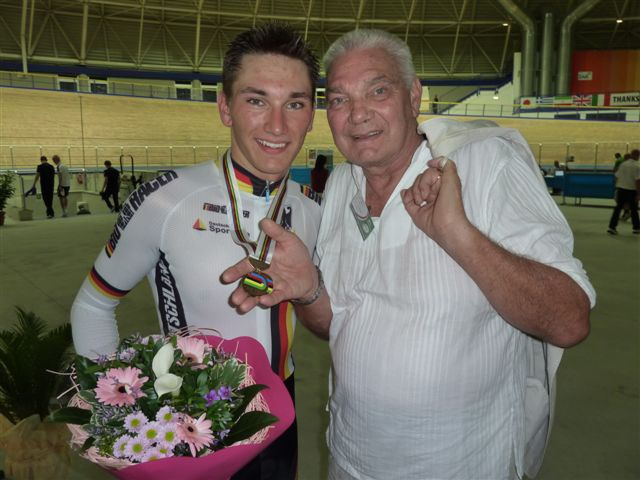
Lucas Liss et son père Lucjan Lis

Lucas Liss est le fils de Lucjan Lis, cycliste polonais, champion du monde de poursuite par équipes en 1973.
En catégorie Schüler, Lucas Liss est vice-champion d'Allemagne sur route et en contre-la-montre par équipes en 2006. Il remporte également le Kids-Tour à Berlin et le Süd-Pfalz-Tour. En 2007, il termine sixième du championnat d'Allemagne sur route et est vice-champion d'Allemagne de poursuite par équipes sur la piste du vélodrome de Berlin (avec Daniel Mrosek, Raphaël Shakoor et Stefan Barufke).
L'année suivante, Lucas Liss monte quatre fois sur le podium des championnats d'Allemagne sur piste : il est deuxième du 500 mètres, de l'américaine, avec Hans Pirius, et de la poursuite individuelle. En poursuite par équipes, il obtient la troisième place avec Hans Pirius, Jan Radermacher et Max Stahr. Aux championnats d'Allemagne de 2009, il est deuxième de l'américaine et de la poursuite par équipes, et troisième de la poursuite individuelle. Cette année-là, il participe pour la première fois aux championnats du monde juniors, à Moscou, et y obtient la médaille de bronze en poursuite par équipes, avec Nikias Arndt, Kersten Thiele et Christopher Muche.
Lors des championnats du monde sur piste juniors de 2010, à Montichiari, Lucas Liss décroche deux médailles de bronze, en poursuite par équipes et en omnium. Il est trois fois champion d'Allemagne dans cette catégorie : en course à l'américaine, poursuite individuelle et par équipes. Sur route, il gagne une étape du Tour de Basse-Saxe juniors.
En 2011, aux championnats d'Europe juniors à Saint-Pétersbourg, il est deux fois deuxième en poursuite par équipes (avec Jakob Steigmiller, Johannes Kahra et Theo Reinhardt) et en omnium. Lors des championnats d'Allemagne, il remporte deux titres juniors, en poursuite par équipes (avec Ruben Zepuntke et Hans Pirius) et en course à l'américaine, avec Pirius. En octobre, il participe aux championnats d'Europe à Apeldoorn, aux Pays-Bas, sa première compétition internationale en catégorie élites. Il y est douzième de la course aux points.
En 2012, Lucas Liss est sélectionné aux championnats du monde à Melbourne. Il est sixième du scratch, 13e de l'américaine et 19e du kilomètre. Aux championnats d'Europe juniors et espoirs, il est médaillé de bronze de l'omnium, quatrième de la poursuite par équipes et cinquième de l'américaine espoirs. En fin d'année, il remporte à Glasgow l'omnium lors de la manche de coupe du monde sur piste.
En 2013, il est membre de la nouvelle équipe allemande Rad-net Rose.
En 2014, il fait partie de l'équipe Stölting, puis fait son retour au sein de l'équipe de la fédération allemande Rad-net Rose. En 2016, il gagne le prologue du Tour de Normandie. Après quatre saisons dans la même équipe, il signe en 2019 pour la formation Sauerland NRW-SKS Germany. Il n'est pas conservé à l'issue de la saison.

## Palmarès sur piste

### Championnats du monde
- Melbourne 2012
  - 6e du scratch
  - 13e de l'américaine
  - 19e du kilomètre
- Minsk 2013
  - 4e de l'omnium
  - 6e de la poursuite par équipes
- Saint-Quentin-en-Yvelines 2015
  -  Champion du monde de scratch
  - 11e de l'omnium
- Londres 2016
  - 7e du scratch
- Hong Kong 2017
  -  Médaillé d'argent du scratch
  - 12e de la poursuite par équipes[2]
  - 14e de la course aux points[3]

### Championnats du monde juniors
- Moscou 2009
  -  Médaillé de bronze de la poursuite par équipes juniors
- Montichiari 2010
  -  Médaillé de bronze de la poursuite par équipes juniors
  -  Médaillé de bronze de l'omnium juniors

### Coupe du monde
- 2012-2013
  - 1er de l'omnium à Glasgow
- 2014-2015
  - 1er de l'omnium à Guadalajara

### Championnats d'Europe
| Juniors et espoirs - Saint-Pétersbourg 2010 - Médaillé d'argent de l'omnium juniors - Médaillé d'argent de la poursuite par équipes espoirs - Anadia 2012 - Médaillé de bronze de l'omnium espoirs - Anadia 2014 - Champion d'Europe de l'omnium espoirs | Élites - Panevėžys 2012 - Champion d'Europe de l'omnium - Médaillé d'argent de la poursuite par équipes |

### Championnats d'Allemagne
- 2010
  -  Champion d'Allemagne de poursuite juniors
  -  Champion d'Allemagne de poursuite par équipes juniors (avec Ruben Zepuntke, Hans Pirius et Justin Wolf)
  -  Champion d'Allemagne de l'américaine juniors
- 2012
  -  Champion d'Allemagne de l'omnium
- 2013
  - 2e du kilomètre
  - 3e de la poursuite
  - 3e de la poursuite par équipes
- 2015
  - 2e de l'omnium
- 2016
  -  Champion d'Allemagne de poursuite par équipes (avec Maximilian Beyer, Leif Lampater et Marco Mathis)
  - 2e du scratch
- 2017
  -  Champion d'Allemagne de poursuite par équipes (avec Theo Reinhardt, Kersten Thiele et Domenic Weinstein)
  -  Champion d'Allemagne de scratch
- 2018
  -  Champion d'Allemagne de poursuite par équipes (avec Jasper Frahm, Felix Groß et Leif Lampater)
- 2025
  -  Champion d'Allemagne de poursuite par équipes

## Palmarès sur route

### Par années
- 2010
  - 2eb étape du Tour de Basse-Saxe juniors
- 2016
  - Prologue du Tour de Normandie

### Classements mondiaux
| Année           | 2013   | 2014 | 2015 | 2016 |
| --------------- | ------ | ---- | ---- | ---- |
| UCI Africa Tour | 169e   |      |      |      |
| UCI Europe Tour | 1 034e |      |      | e    |